# Schlacht bei Smoljany
Die Schlacht bei Smoljany (früher auch Smoljanzy) fand am 1. Novemberjul. / 13. November 1812greg. und 2. Novemberjul. / 14. November 1812greg. statt und war Teil des Russlandfeldzuges. Russische Truppen unter Graf Peter von Wittgenstein warfen den angreifenden französischen nördlichen Flügel unter Marschall Victor zurück. Im Verlauf der Schlacht kam es zu schweren Gefechten um das Dorf Smoljany, welches letztendlich in russische Hand fiel. Der Sieg schuf für die russischen Nordarmee die Möglichkeit, noch während Napoleons Rückzug an der Beresina einzugreifen.
Wilkomir – Grodno – Mir – Ekau – Riga – Mogiljow – Ostrowno – Kobrin – Kljastizy – Gorodeczno – Smolensk – Polozk I – Walutino – Borodino – Moschaisk – Tarutino – Malojaroslawez – Polozk II – Wjasma – Dorogobusch – Tschaschniki – Ljachowo – Smoljany – Kaidanow – Krasnoi – Borissow – Beresina

## Vorgeschichte

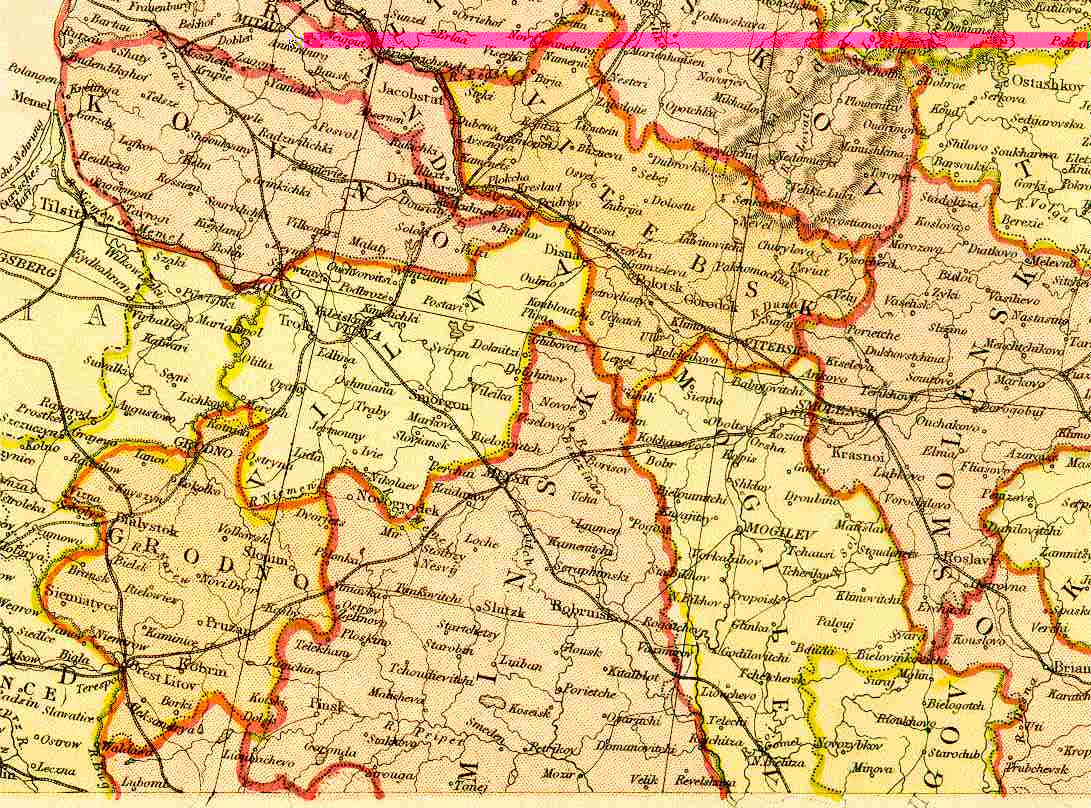
Operationsraum Belorussija

Die Zweite Schlacht von Polozk vom 20. Oktober 1812 erwies sich als gescheiterter Versuch der Franzosen, ihre Nordfront entlang der Düna-Linie abzusichern. Die geschlagenen Truppen des Marschalls Gouvion St. Cyr waren auf etwa 15.000 Mann zusammengeschmolzen, die sich in vollem Rückzug befanden. Napoleon sah dadurch die Rückzugslinie seiner an der östlichen Grenze von Belarus stehenden Hauptarmee bedroht und befahl dem neuen Befehlshaber Marschall Victor, mit 22.000 Soldaten Wittgenstein sofort anzugreifen, um die Düna-Linie wiederherzustellen.
Im Raum Tschaschnikow vereinigte sich das vor dem Grafen Wittgenstein zurückgeworfene französische Korps unter General Legrand mit der Vorausabteilung des Marschalls Victor auf 36.000 Mann. Legrand beschloss, eine defensive Position einzunehmen. Wittgenstein musste im wieder besetzten Polozk eine Besatzung von 9.000 Mann zurücklassen und rückte mit etwa 30.000 Soldaten den Franzosen entgegen. Nach dem folgenden Sieg in der Schlacht bei Tschaschniki (31. Oktober) sandte Wittgenstein eine Division unter Generalmajor Harpe ab, um am 7. November den Straßenknoten von Witebsk, wo sich das französische Militärdepot befand, zu besetzen. Die französische Düna-Linie, welche nach Norden sicherte, war jetzt durchbrochen und die Konsequenzen für die französische Hauptarmee waren katastrophal. Der Fall von Witebsk vereitelte Napoleons Plan, seine erschöpften Truppen dort in Winterquartiere unterzubringen. Wittgenstein bezog bei Tschaschni Stellung und beschränkte sich auf die Beobachtung der feindlichen Korps. Napoleon, welcher fürchtete, dass die Truppen des Grafen Wittgenstein auf der Rückzugslinie der großen Armee ständen, sandte aus Smolensk den Befehl, Wittgenstein anzugreifen und nach Polozk zurückzuwerfen, falls aber die Russen eine starke Position besetzt hätten, diese zu umgehen und ihre Rückzugslinie nach der Düna zu bedrohen. Am 11. November rückte Victor mit seinen Truppen über Tschereja gegen die Lukomlia vor; dahinter folgte das Korps unter Oudinot. Als Graf Wittgenstein Meldung vom Vorrücken der Franzosen erhalten hatte, befahl er seiner Avantgarde, die Division des Generals Alexejew bei Akentzi und Boiszikowa anzuhalten, während sich die Division Helffreich bei Maleschkowitschi am Lukoml-See konzentrieren sollte.
Am 12. November führte der Graf von Wittgenstein seine Truppen auf das rechte Ulla-Ufer und ließ das Korps des Generals Steinheil bei Smoljany und die Division des Grafen Berg bei Tschaschniki in Stellung gehen. Zu diesem Zeitpunkt war auch Marschall Nicolas Oudinot nach Ausheilung seiner Verwundung im Hauptquartier von Victor angekommen, um den Befehl des II. Armeekorps wieder zu übernehmen.
Napoleon hatte für den Fall, dass die Russen eine starke Position besetzt hätten, Anweisung gegeben, die Russen zu umgehen und ihre Rückzugslinie zur Düna abzuschneiden.

## Die  Schlacht

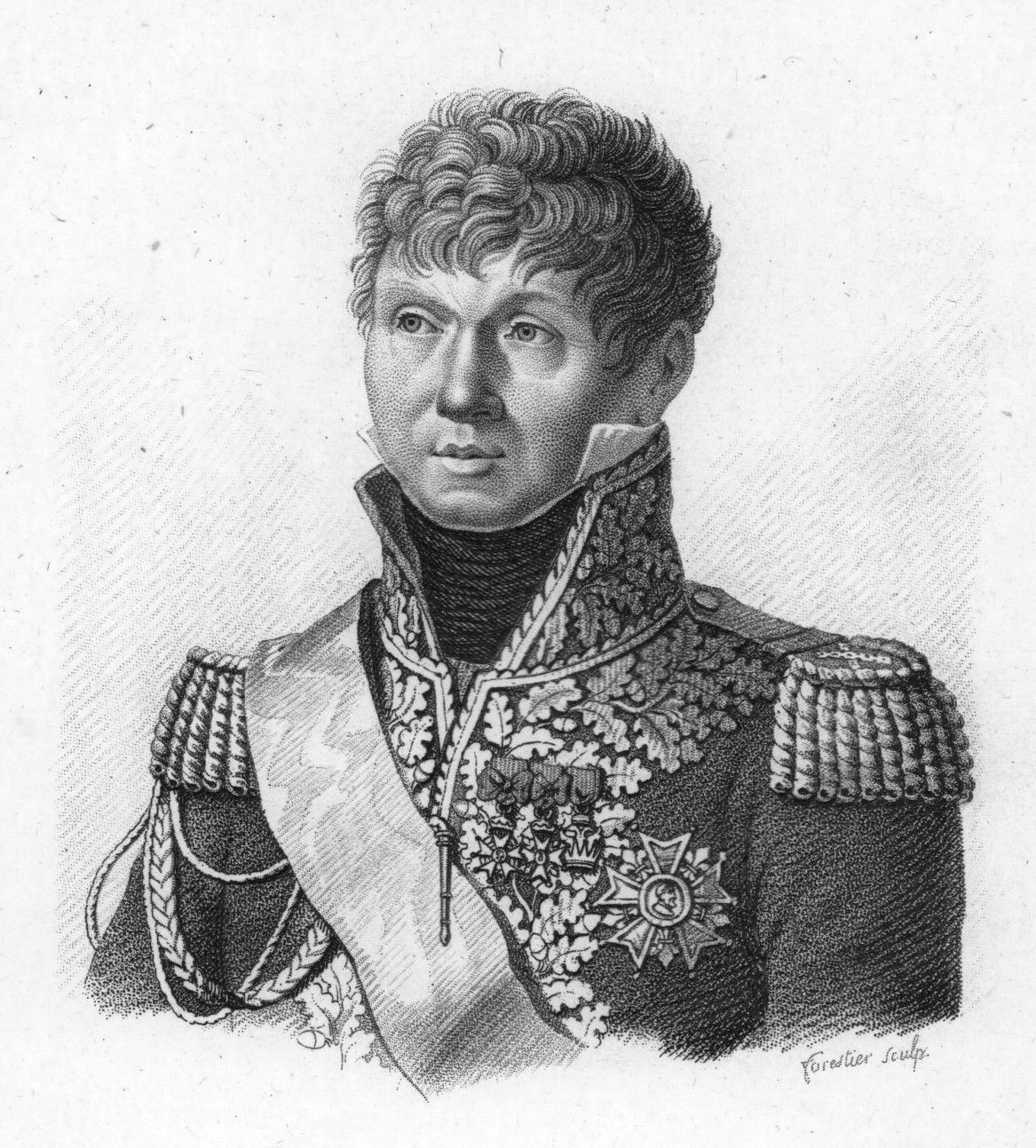
Marschall Claude Perrin-Victor

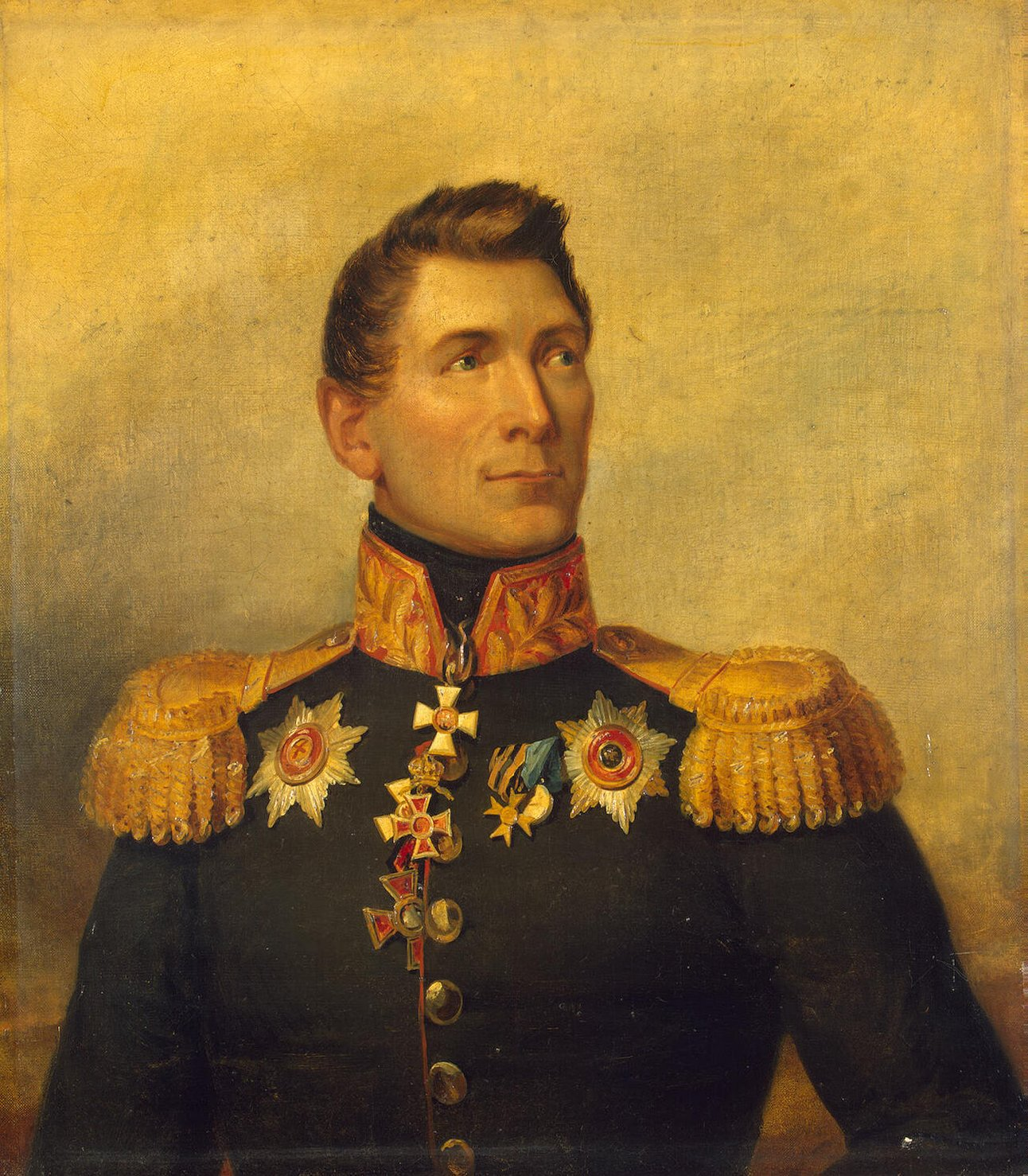
Gotthard August von Helffreich, Kommandeur der russischen 14. Division

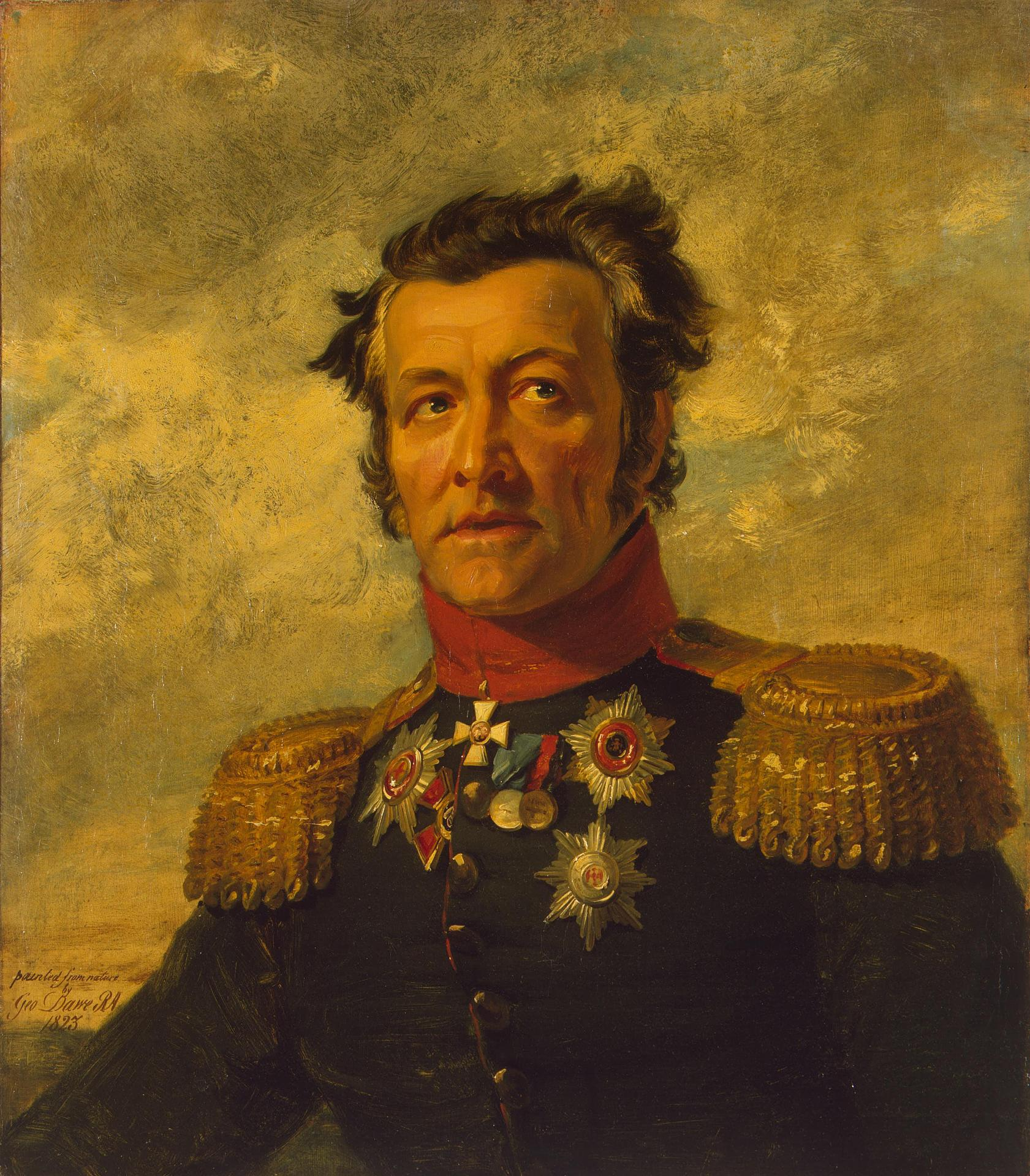
General Gregor von Berg, Kommandeur der russischen 5. Division

Am 13. November kam es bei Smoljany, einem Ort etwa 3 Kilometer nordwestlich von Orscha auf der Straße nach Lepel, erneut zu einer Schlacht. Die Russen unter Wittgenstein waren hinter der Lukomlia in Stellung gegangen. Um 10 Uhr morgens griff das französische IX. Korps mit der 12. Division unter General Louis de Partouneaux Wittgensteins Vorhut unter General Alexejew bei Akentzi an. Die russische Avantgarde wurde dabei von den Truppen (Regimenter Tenginow, Woronesch und Newsk) unterstützt, die vom Korps Steinheil rechtzeitig zur Hilfe gesandt wurden. Nach zwei Stunden zogen sich die Truppen von Alexejew zwar zurück, aber nachdem die drei Infanterieregimenter zur Unterstützung eingetroffen waren, gelang es ihm noch, die Franzosen bis zum Einbruch der Dunkelheit aufzuhalten. Die Franzosen wurden etwa fünf Kilometer vor Smoljany zum Stehen gebracht und die russischen Truppen hielten die neue Position bis zum Abend. Am selben Tag schlug eine Reiter-Abteilung unter Oberst Fjodor Rüdiger die Franzosen bei Lukoml und brachte 300 Gefangene ein. Die russischen Truppen hatten an diesem Tage etwa 500 Mann verloren. In der Nacht erhielt Alexejew weitere Verstärkungen unter Fürst Lew Jaschwyl, der als Rangältester auch das Kommando übernahm.
Am nächsten Tag, den 14. November, wurde der Kampf mit einem Angriff Marschalls Victor gegen die rechte russische Flanke bei Smoljany wieder aufgenommen. Um elf Uhr griff die aus Sachsen und Polen gebildete Division Girard die Avantgarde (vier Bataillone, vier Schwadronen und sechs Kanonen) des Fürsten Jaschwyl an. Die Infanterieregimenter der russischen 14. Division unter General Helffreich standen teilweise auf den Höhen an der rechten Seite der Lukomlia, teilweise dahinter. Am linken Flügel der Infanterie deckten acht Geschütze auf einer Höhe nahe dem Herrenhaus Smoljany. Die Division des Generals Gregor von Berg befand sich noch auf der linken Seite der Lukomlia. Mehrere Schwadronen von Husaren unter Rüdiger deckten die russische Hauptmacht bei Potschawitzi. Auf der linken Seite der Lukomlia befanden sich unter Deckung des Woronescher Infanterieregiments weitere Geschütze. Die französische Kavallerie, an der rechten Flanke der Infanterie vorgehend, griff die russische linke Flanke an. Sie wurde jedoch alleine vom Artilleriefeuer der Division Berg verlustreich empfangen und zum Rückzug genötigt. Das Dorf Smoljany wurde von den Franzosen fünf Mal angegriffen und blieb dann länger in französischer Hand. Das starke Abwehrfeuer der russischen Artillerie störte die französischen Kolonnen nachhaltig und zwang sie erneut zum Rückzug. Victor entschied nach dem Scheitern der Angriffe auf die russischen Flanken, das Zentrum der gegnerischen Position anzugreifen. Es kam zu einer heftigen Begegnung, das Dorf wechselte mehrmals den Besitzer. Alle russischen Truppen, die sich vorher auf der rechten Seite des Flusses befunden hatten, nahmen jetzt an den Kämpfen teil. Außerdem wurde ein zusätzliches Regiment des Korps Steinheil vom linken Ufer zur Unterstützung entsandt. Beim letzten Kampf blieb das Dorf Smoljany endlich in der Hand der Russen. Noch am Abend mussten sich die französischen Truppen außerhalb der Reichweite der russischen Artillerie zurückziehen, am folgenden Tag zog sich Victor auf Tschereja zurück.

## Folgen

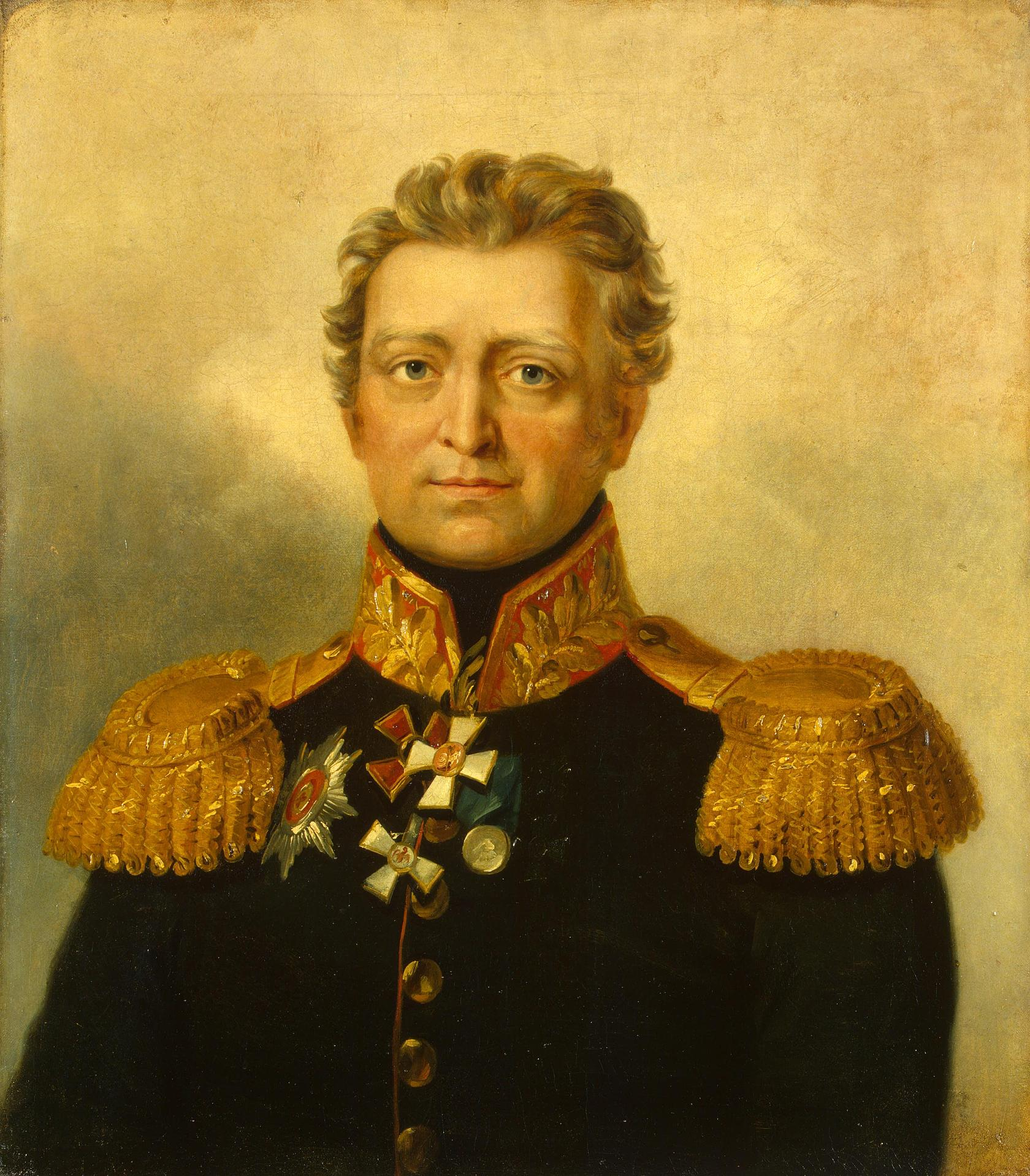
General Otto Wilhelm Harpe

Wittgenstein wollte für weitere Operationen die Vereinigung mit der Hauptmacht Kutusows abwarten und nahm bei Tschaschniki Stellung; er beschränkte sich auf die Beobachtung der feindlichen Truppen. Wittgenstein hielt es für notwendig, seine Rückzugslinie zur Düna zu schützen, und wäre selbst auf der Orschaer Straße zurückgegangen, wenn Victor seinen linken Flügel umgangen hätte. Weil aber Victor befürchtete, selbst nach der Düna abgedrängt zu werden und die Möglichkeit zur Verbindung mit den Truppen Napoleons zu verlieren, verblieb er bis zum 22. November bei Tschereja stehen.
Die russische Division unter General Harpe, welche am 15. November wieder zu den Truppen Wittgensteins stieß, führte eine neue Avantgarde von etwa 4000 Mann nach Akentzi sowie ein Detachement von 1000 Mann mit zwei Geschützen unter Oberstleutnant Stalypin nach Potschawitzi, um Rüdiger freizumachen, dessen Reiterei der Avantgarde von Harpe zugeordnet wurde. Stalypin hatte die Verbindung zwischen den Truppen Harpes und dem Detachement unter Wlastow zu halten, welche von Luschki nach Lepel vormarschierte. Links der Avantgarde, zwischen Akentzi und der Düna, stand das Kosaken-Regiment Rodionow, welches die Verbindung mit den Truppen Harpes und der Garnison Witebsk sicherstellte. So blieb die Stellung des russischen I. Armeekorps bis zum 22. November, bis zum Zeitpunkt, als Oudinot und Victor nach der Orschaer Straße abrückten, um die Reste der großen Armee an der Beresina in Front und Rücken zu decken. Graf Wittgenstein war es trotz des Sieges nicht gelungen, die an der Düna operierenden französischen Truppen nach Wilna abzudrängen, den Lauf der Ula zu besetzen und die Verbindung mit dem an der Beresina stehenden Admiral Tschitschagow zu öffnen. Zudem konnte er der französischen Armee auf dem Wege nach Borissows den Weg nicht verlegen und musste sich darauf beschränken, die Verfolgung einzuleiten. Anstatt dass Wittgenstein und Tschitschagow planmäßig vereint Napoleons den Weg verlegen konnten, blieb dies jetzt allein der Armee des Admiral Tschitschagow überlassen. Tschitschagows Vorhut hatte am 16. Oktober Minsk erreicht und konnte sich der dortigen Vorratslager der Franzosen bemächtigen.